# Sherko Faiqi
Sherko Faiqi, född 18 juli 1999, är en svensk-iransk fotbollsspelare som år 2023 spelar för Åkersberga FC.

## Karriär
Faiqis moderklubb är Lira BK. Därefter spelade Faiqi för Sunnersta AIF innan han 2013 gick till IK Sirius. Faiqi gjorde allsvensk debut den 5 november 2017 i en 3–1-vinst över AFC Eskilstuna, där han blev inbytt i den 70:e minuten mot Sam Lundholm. Den 13 november 2017 skrev Faiqi på ett fyraårigt A-lagskontrakt med Sirius.
I augusti 2018 lånades Faiqi ut till norska Nest-Sotra över resten av säsongen 2018. I augusti 2019 lånades Faiqi ut till Gefle IF på ett låneavtal över resten av säsongen 2019.
Inför säsongen 2020 skrev Faiqi tvåårskontrakt med Linköping City. Under året spelade han även tre matcher på lån i division 3-klubben AFK Linköping. Efter att inte spelat under 2021 gick Faiqi inför säsongen 2022 till division 2-klubben FC Järfälla. Under säsongen 2023 spelade han för FC Järfälla, Rågsveds IF och Åkersberga FC.